# Martin B-26 Marauder
B-26 Marauder var ett amerikanskt tvåmotorigt medeltungt bombplan som användes under andra världskriget. Det producerades av Glenn L. Martin Company, och totalt 5266 exemplar av B-26 tillverkades under åren 1940–1945. På grund av den höga vingbelastningen och den höga stallfarten så fick planet ett rykte om att vara olycksdrabbat.

## Varianter
- B-26 201 stycken tillverkades vid Martins fabriker i Baltimore, Maryland under 1940.[1] Den defensiva beväpningen utgjordes av två .50 in (12.7 mm) Colt-Browning kulsprutor i ryggtornet samt en .30 Cal M1919 Browning kulspruta i nosen och en i aktern.
- B-26A 139 stycken tillverkades under 1941 och 1942, varav 52 stycken levererades till RAF som använde dem under namnet Marauder Mk. I.[1]Kulsprutorna i nosen och aktern uppgraderades till .50 in (12.7 mm) Colt-Browning kulsprutor.
- B-26B 1883 stycken tillverkade från 1942 till 1944, varav 19 stycken levererades till RAF som använde dem under namnet Marauder Mk. IA.[1]
- B-26C version av B-26B som tillverkades vid Martins fabriker i Omaha, Nebraska. Totalt tillverkades mellan 1942 och 1944, varav 123 stycken levererades till RAF och Sydafrikanska flygvapnet som använde dem under namnet Marauder Mk. II.[1]
- B-26F 300 stycken producerade i Baltimore under 1944, varav 200 stycken levererades till RAF som använde dem under namnet Marauder Mk. III.[1]
- B-26G  893 stycken tillverkade i Baltimore under 1944 och 1945, varav 150 stycken levererades till RAF som använde dem under namnet Marauder Mk. III.[1]

## Användare
- Frankrike
  - Fria franska flygvapnet
- Storbritannien
- Sydafrika
  - Sydafrikanska flygvapnet
- USA